# تشا غوي-هيون
تشا غوي-هيون (هانغل: 차귀현) هو لاعب كرة قدم كوري جنوبي في مركز الهجوم، ولد في 12 يناير 1975 في كوريا الجنوبية. لعب مع تشونام دراغونز.